# Bathypogon asiliformis
Bathypogon asiliformis là một loài ruồi trong họ Asilidae. Bathypogon asiliformis được Loew miêu tả năm 1851. Loài này phân bố ở miền Australasia.